# バッテリーパークアンダーパス

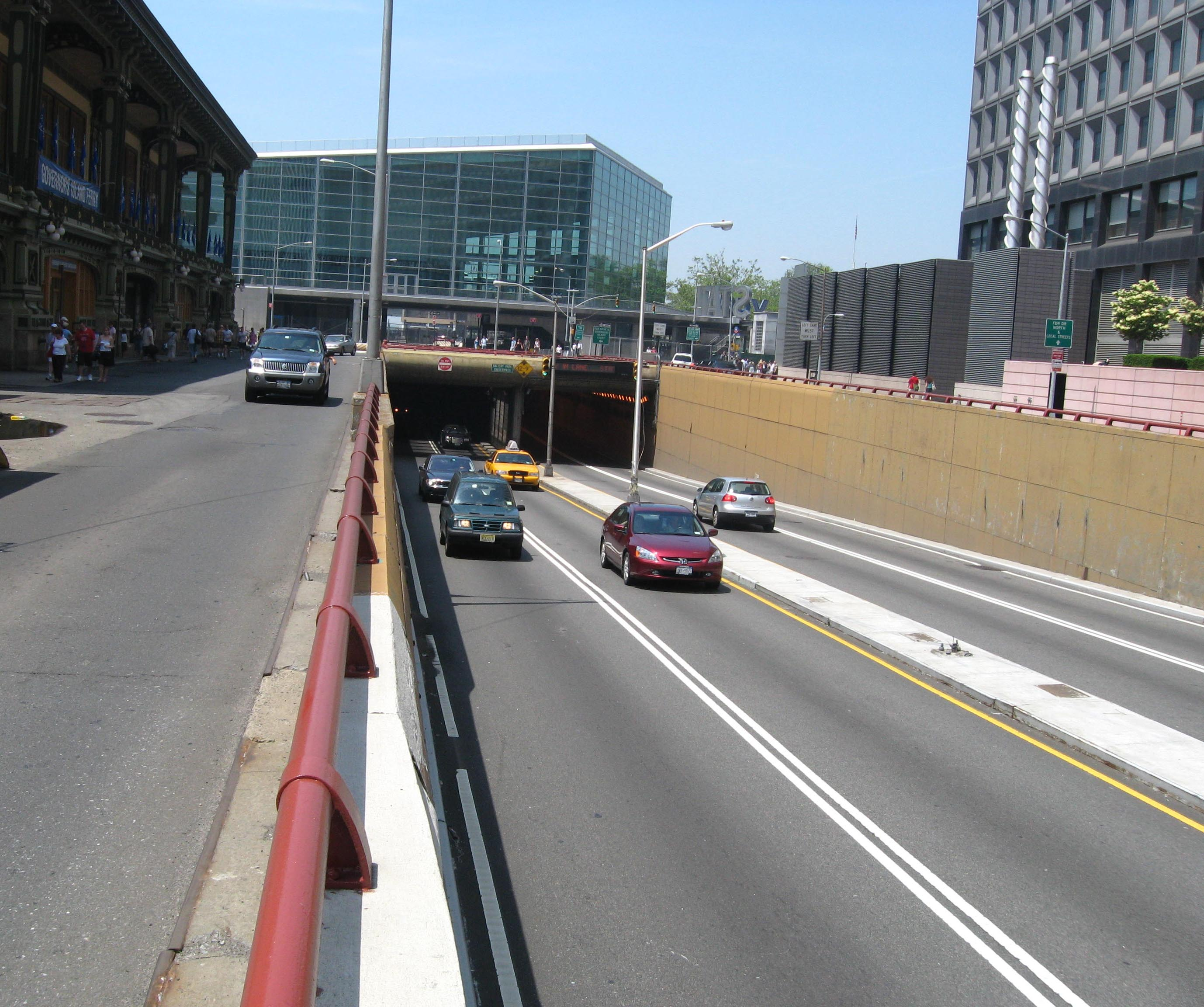
バッテリー・マリタイム・ビルの正面でFDRドライブと接続する東口。

バッテリーパークアンダーパス (Battery Park Underpass) は、ニューヨーク市マンハッタン区バッテリー・パークの地下を走る自動車専用道路である。フランクリン・D・ルーズベルト・イースト・リバー・ドライブの第二区間として建設された。 

## 歴史
この地下道は1951年4月11日に開業した。この道路はバッテリー・パークの地下を走り、ウエスト・サイド・ハイウェイとサウス・ストリート・バイアダクトの間をつないでいる。それぞれの方向に二車線ずつ走る。このプロジェクトはブルックリン-バッテリートンネルの開業後すぐに完成し、このトンネルとFDRドライブ直通できるようにした。
2005年、国道9A号線の改修中、バッテリーパークアンダーパスの天井は北に約80フィート拡張され、Uターン車線と歩行者・自転車用の施設が設置された。
ハリケーン・サンディによって、このトンネルには海水が浸水し、大規模な改修工事が必要となった。

### 延伸計画
このトンネルのFDRドライブ側を北に延伸させる計画は三度持ち上がった。
- 1971年、この地下道を延伸し、ブルックリン橋までサウス・ストリート・バイアダクトを地下道にする計画が持ち上がった。
- 2002年、地元の事業改善地区Downtown Allianceは、この地下道を350-foot (105 m) 延伸し、バッテリー・マリタイム・ビルの正面にプラザを建設する計画を提案した。水底建設費は$70 million[7]。
- 2005年、マイケル・ブルームバーグ市長は、この地下道をバッテリー・マリタイム・ビルあたりまで延伸する計画を提案した[8]。

## 脚注

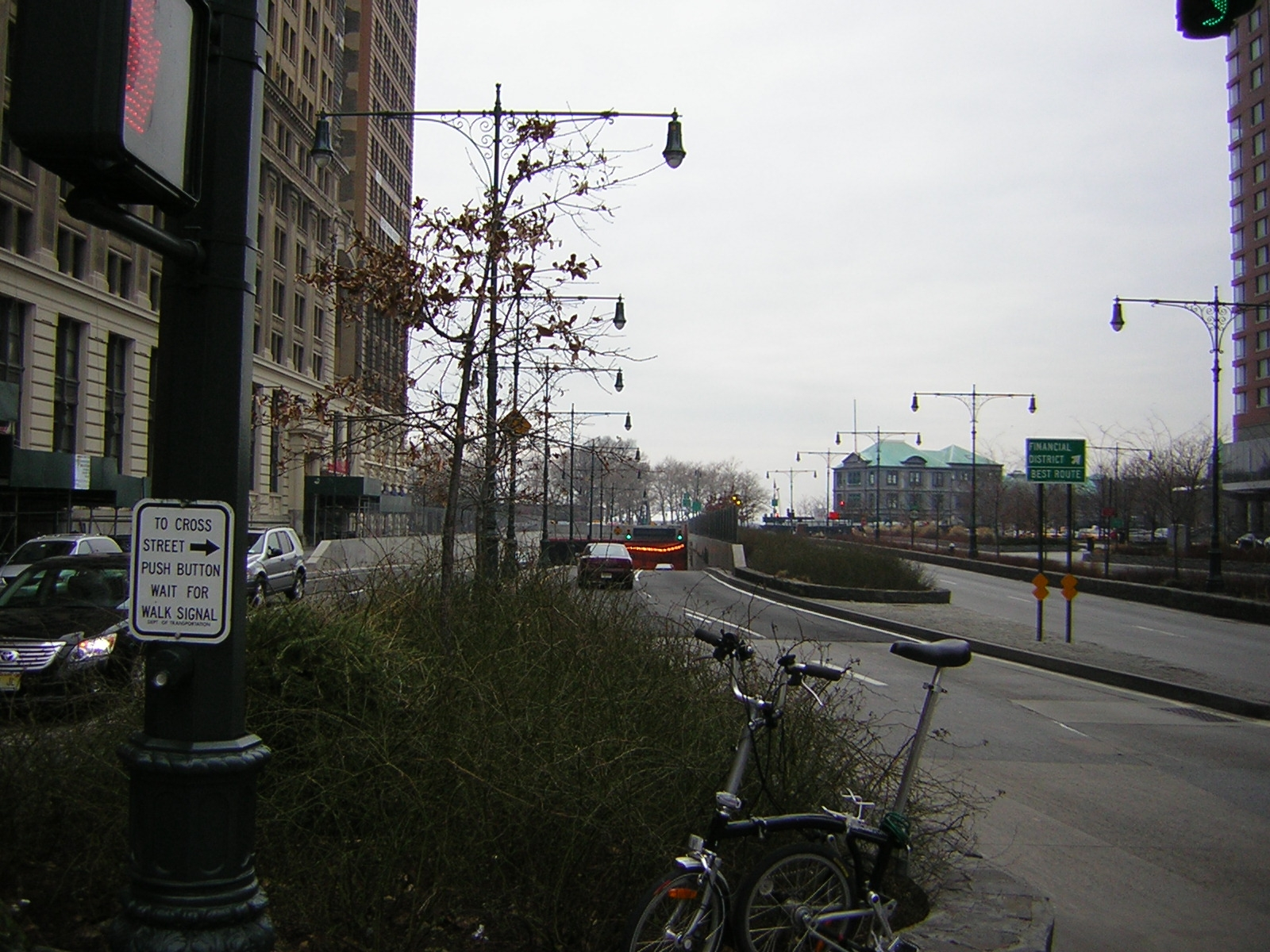
ウエスト・サイド・ハイウェイと接続する西口